# Genly
Genly [ʒɑ̃li] est une section de la commune belge de Quévy, située en Wallonie dans la province de Hainaut. C'était une commune à part entière avant la fusion des communes de 1977.

## Toponymie

### Variantes orthographiques
Les différentes variantes toponymiques sont :
- Genly (ou Genlij) à partir de 1181;
- Genli, en 1024 (première mention du village) et 1172 ;
- Gensy en 1447;
- Jenly en 1456;
- Genlis en 1648;
- Dginlé, Djinlé ou Djinly en patois de Genly et Frameries[3];
- Ginli en patois de Sars-la-Bruyère, Eugies et Blaregnies[3];

Remarquons que plusieurs ouvrages, font état d’une première mention du village en 885 (‘Gentlinium’) mais ce lieu serait d’après Raoul Harvengt le village de Jenlain (Nord) et non celui de Genly. 

### Étymologie
Trois hypothèses discutables :
- Domaine de Gentilius selon Albert Carnoy (1948)[5];
- Domaine d'Eugène, de genius (Eugène) et li (domaine, propriété) selon Raould Harvengt (1959). Ce dernier réfute la thèse de Carnoy, considérant que le village se serait alors appelé Gentily[3];
- Propriété des Genilius (Genilius étant un gentilice gallo-romain) selon Jean-Jacques Jespers (2005)[6].

## Géographie

### Géographie politique

#### Lieux-dits
Plusieurs dizaines de lieux-dits sur le territoire du village, parmi lesquels :
- Le Coquelet : quartier résidentiel construit à partir des années 1980 à l'emplacement d'un champ homonyme. Le terme coquelet signifie petit moulin en ancien français ;
- Les Quatre Pavés de Genly : croisement des route de Bavay et rue Longsaule ;
- La Masure : lieu-dit situé à l'emplacement de l'actuelle école communale ;
- Le Mont en peine : anciens champs situés le long de la route de Bavay, à la frontière entre Genly et Noirchain ;
- La ferme Jean-Muchi : ferme située sur la place communale. Son nom provient d'une déformation du prénom Jean-Michel (Jean-Michel Cornet étant un ancien propriétaire). Elle fut également appelée ferme Cornet et ferme Riche ;
- La ferme du Bouchon : ferme située à l'entrée de la rue Petite. Son nom vient provient d'une déformation du patronyme Dubuisson (Joseph Dubuisson en fut le propriétaire au XVIIIe siècle). Elle fut également appelée ferme Descamps au XIXe siècle ;
- La ferme de la Tourette : ancienne ferme du château (auparavant située derrière celui-ci) dans la rue de Horia[7].

## Évolution démographique
- Sources : INS, Rem. : 1831 jusqu'en 1970 = recensements, 1976 = nombre d'habitants au 31 décembre.

## Histoire

### Époque contemporaine

#### Première Guerre mondiale

##### La guerre à Genly (1914-1918)
- 2 août 1914 : début de la guerre et départ des Genlysois conscrits vers les lignes de front.
- 22 août 1914 : faisant route vers Mons (cf. Bataille de Mons), les Britanniques (dont les quartiers généraux se trouvent aux châteaux de Sars-la-Bruyère et Bougnies) traversent le village.
- 24 août 1914, tôt au matin : destruction de six maisons et de la grange de la ferme « Jean Muchi » (située sur la place) par des obus allemands. L'église fut également endommagée[8].Le monument aux morts de Genly (1920) situé sur la place communale (2, Rue du Docteur Harvengt, Genly) - Photographie de 2003.

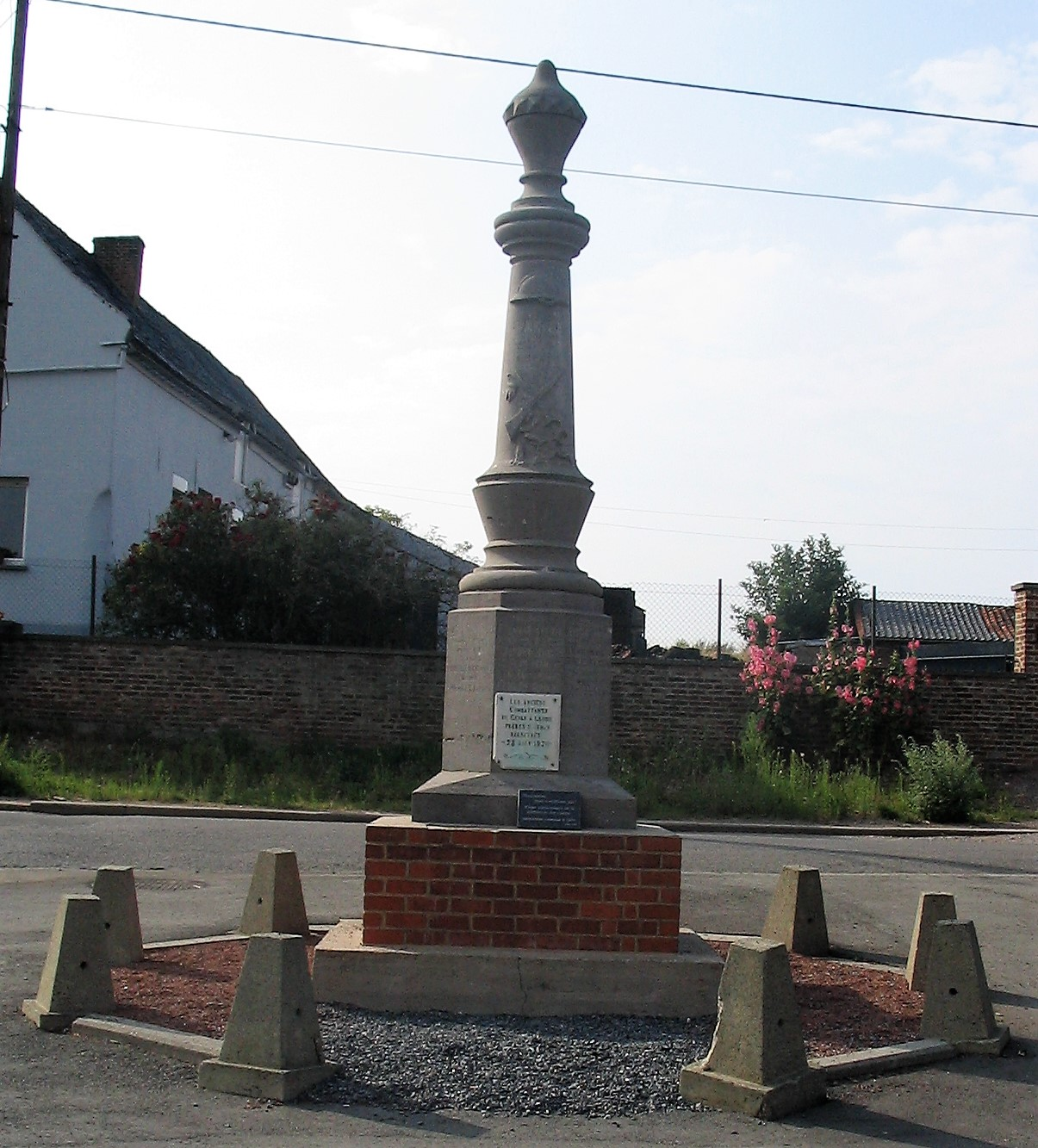
Le monument aux morts de Genly (1920) situé sur la place communale (2, Rue du Docteur Harvengt, Genly) - Photographie de 2003.

- 24 août 1914 : arrivée des soldats allemands et début de l'Occupation. De nombreux réfugiés belges faisant route vers la France empruntent la route de Bavay, parmi lesquels une dizaine de familles de Genly[8].
- Juillet 1918 : des avions alliés survolent pour la première fois le village[8].
- 8 novembre 1918: les Allemands évacuent Genly peu après avoir fait sauter le pont du chemin de fer (rue Grande). Quatre maisons situées à proximité furent entièrement détruites lors de cette explosion[8].

##### Les Genlysois victimes de la guerre
Érigé en 1920 devant l'église et déplacé vers 1930 à son emplacement actuel (place communale),, le monument aux morts reprend le nom des neuf habitants de Genly « morts au combat » au cours de cette guerre : Arthur Bernard (1897-1918), Charles Dumoulin, Fernand Dupont, Oscar Génique (1884-1918), Omer Gondry (1881-1918), Fernand Lebrun (1887-1916), Timothée Levêque, Armand Renard (°1895) et Armilde Renoirt (+1914),.

#### Seconde Guerre mondiale
Alfred Piérart né en 1909 et décédé en mai 1940 à Willemstad (Hollande). La péniche qui transportait des prisonniers belges en Allemagne a sauté sur une mine.

## Personnes

### Les seigneurs de Genly (1628-1794)

#### Familles de Rebreviettes et de la Marck (1628-1656)
- Guillaume de Rebreviettes (décédé à Bruxelles en 1633), seigneur de Genly de 1628 à 1633. Il était également seigneur d’Escaudœuvres et écrivain (Une vie de Sainte-Gertrude, Bruxelles, 1612 ; Le Miroir des Pasteurs, Bruxelles, 1612). À son décès, la terre revint à son père (qui suit)[11],[12] ;
- Jean de Rebreviettes, seigneur de Genly de 1633 à 1636. À son décès, la seigneurie revint à sa petite-fille (qui suit)[13],[14] ;
- Marie-Anne de la Marck, dame de Genly de 1636 à 1642. Elle vendit la seigneurie à son père (qui suit)[13],[14] ;
- François de la Marck, seigneur de Genly de 1642 à 1656. Également seigneur de Baillencourt, il se déshérita de la seigneurie en 1656 au profit de Thomas de Trazegnies[13],[14].

#### Familles de Trazegnies, de la Barre et Malapert (1656-1727)
- Thomas de Trazegnies (décédé à Genly en 1689), seigneur de Genly de 1656 à 1689. Il fut également bailli du Petit-Quesnoy et de Marpent. La seigneurie revint à sa fille (qui suit) à son décès[15] ;
- Marie-Françoise de Trazegnies (décédée en 1731), dame de Genly de 1689 à 1722. Son mari Jean-Claude Malapert (1644-1700) était seigneur de Wartons mais fut alors également plusieurs fois présenté comme seigneur de Genli (1672, 1700 [15]). Marie-Françoise fit donation de la terre de Genly en 1722 à son fils aîné (qui suit)[15] ;
- Jean-François Malapert (décédé en 1727), seigneur de Genly du 4 au 17 mai 1722. Il vendit la terre à Philippe de la Barre (qui suit)[15],[16] ;
- Philippe de la Barre, seigneur de Genly de 1722 à 1724. La terre repassa ensuite pour une raison inconnue aux mains de la famille Malapert en la personne d'Anne-Marie, sœur de Jean-François Malapert (qui précède)[15] ;
- Anne-Marie Malapert, dame de Genly de 1724 à 1727. Elle revendit la terre à son lointain cousin Adrien de la Barre de Flandre (qui suit)[15],[16].

#### Familles de la Barre de Flandre et de Lattre de la Hutte (1727-1794)
- baron Adrien de la Barre de Flandre (Mons, 1699-1744), seigneur de Genly de 1727 à 1744. Créé en 1726 baron de la Barre (et parfois mentionné comme baron de Genly, baron de la Barre et de Genly[17]), il était également seigneur du Hocquet et d'Arondielle. Oncle du seigneur de Noirchain (Charles de la Barre de Flandre), il fit construire le Pont Bisé et fut enterré avec son épouse (Marie-Maximilienne de Vinchant) dans le chœur de l'ancienne église Saint-Martin de Genly. Sa fille (qui suit) lui succéda[15],[18] ;
- baronne Françoise de la Barre de Flandre (Mons, 1728-Ressaix, 1779), baronne de la Barre et de Genly de 1744 à 1760. Elle fut inhumée dans le chœur de l'ancienne église Saint-Martin en compagnie de son mari (qui suit)[19] ;
- Lamoral de Lattre de la Hutte (Ressaix, 1716-Mons, 1776), seigneur de Genly de 1760 à 1776. Devenu seigneur de Genly par son mariage avec Françoise de la Barre, il fut également seigneur de la Hutte et Clerfayt, échevin de Mons (1742-1749) et conseiller au Conseil souverain de Hainaut. Son fils (qui suit) lui succéda[19] ;
- Charles-Antoine de Lattre de la Hutte (Mons, 1754-Genly, 1801), dernier seigneur de Genly de 1776 à l'abolition des droits seigneuriaux. À son décès en 1801, ses terres, château et ferme de Genly échurent à sa sœur Cécile de Lattre de la Hutte (1760-1809), mère d'Alexis du Roy de Blicquy[19].

### Les bourgmestres de Genly (1353-1976)
Jean Brassart (en 1353) ; Jean de Dour (en 1366) ; Gérard Crochuel (en 1442) ; Jean Marbreau (en 1446) ; Huart Noiset (en 1453) ; Pierre Bouillet (en 1455) ; Baudouin Bouillet (en 1461) ; Jean Motte (en 1464) ; Philippe Renaut (en 1470) ; Jean Delbove (en 1528) ; Jacques Wauquier (en 1541) ; Michel Cornet (en 1585) ; Pierre de Harveng (1591-1602); Jean Lestaquet (en 1618) ; Jean Cornet (en 1626) ; Jacques Motte (en 1767) ; Dominique Montenet (en 1768, 1775, 1780) ; Nicolas Godart (en 1809) ; A. Riche (en 1814) ; A. Descamps (en 1820, 1829, 1836) ; Pierre Wauquez (1848-1853) ; Henri Descamps (1853-1870) ; Hilaire Brouet (1870-1888) ; Lucien Riche (1888-1900) ; Jules Cornet (1900-1911) ; Achille Godart (1911-1921) ; Fernand Renard (1921- après 1959) ; M. Clément (dernier bourgmestre avant la fusion des communes en 1977).

## Galerie

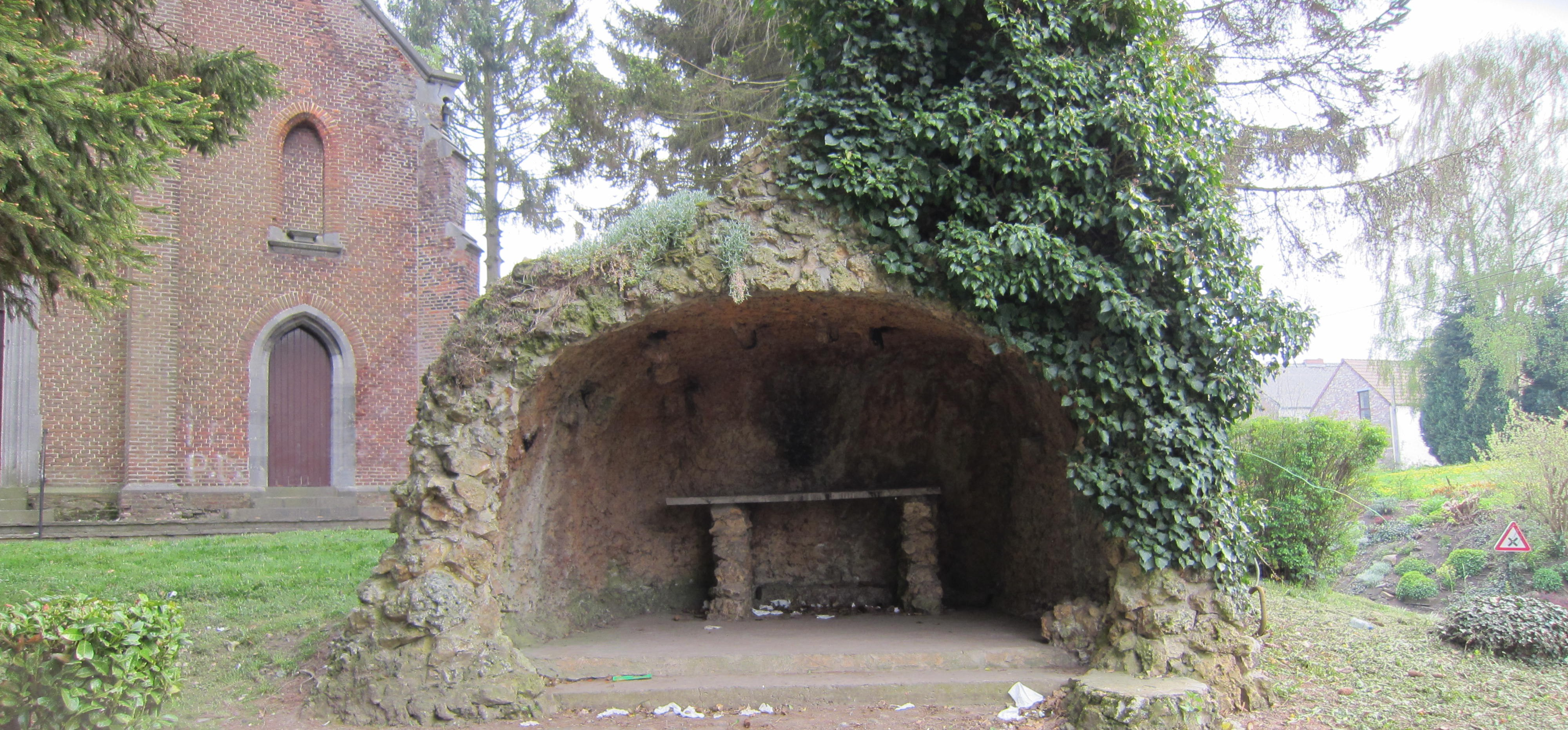
La grotte de Genly.
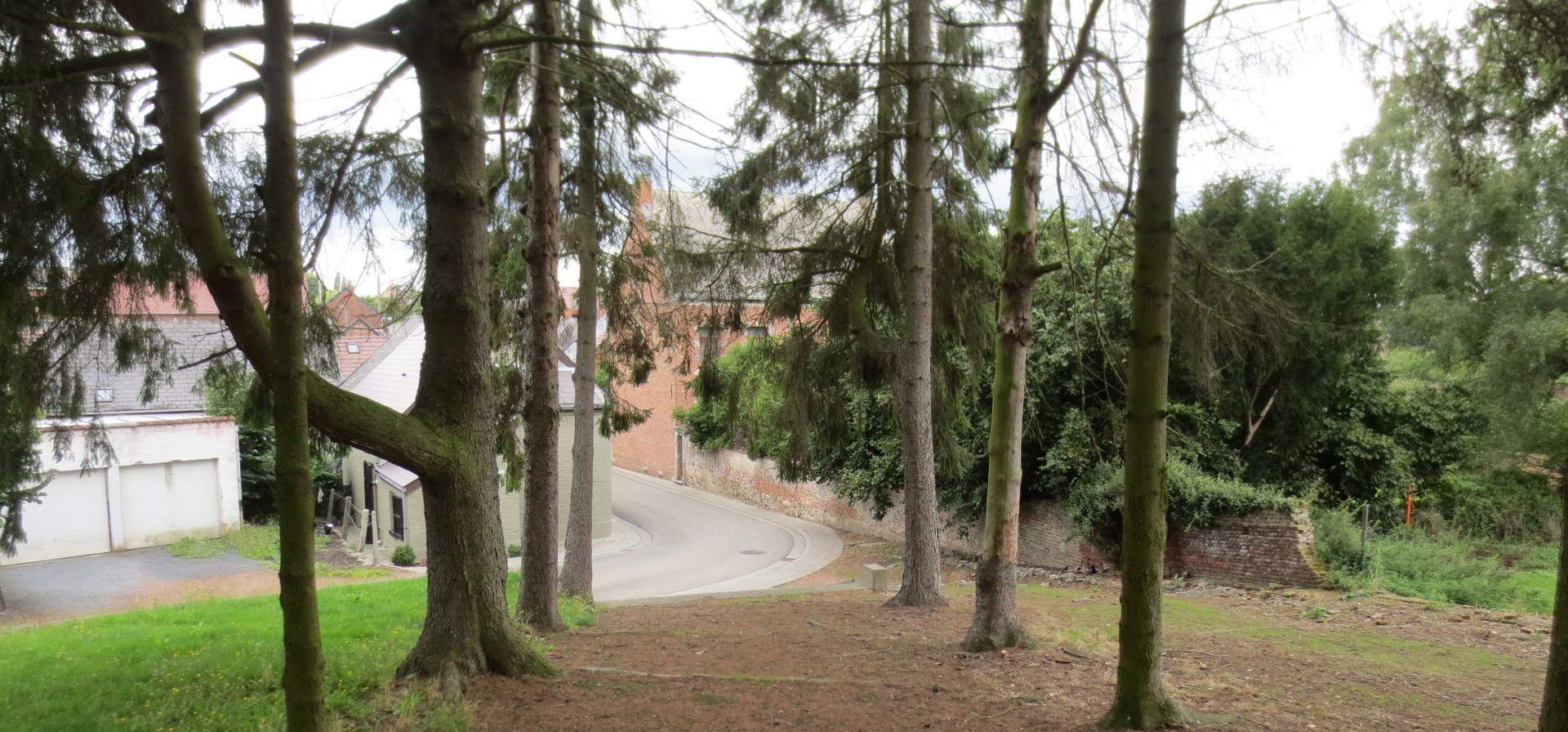
Le sentier de Genly.